# Cane Hmong bobtail

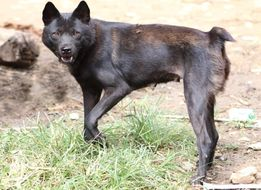
Cane Hmong bobtail

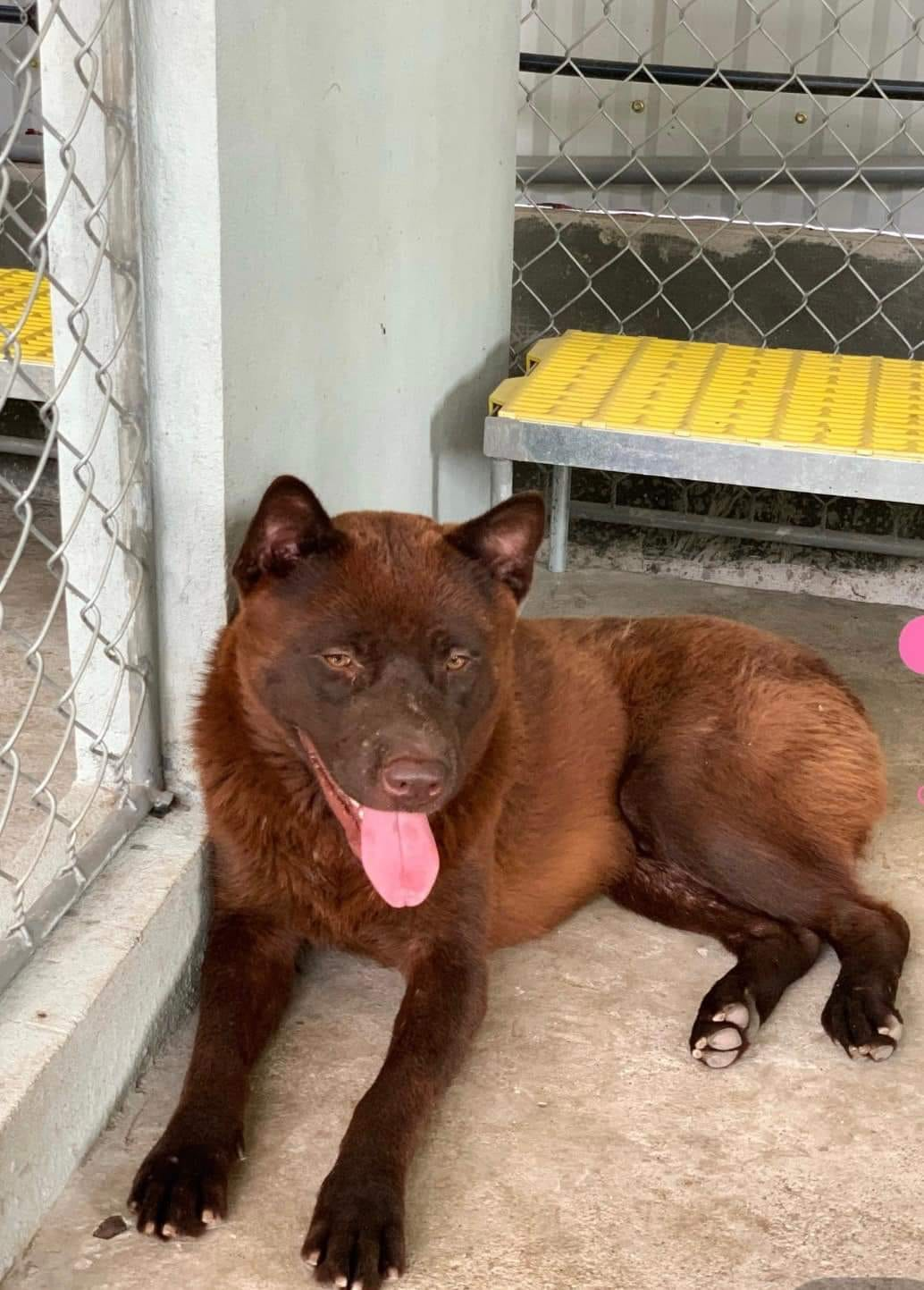
Cane Hmong

Il cane Hmong bobtail o cane Hmong senza coda (vietnamita: Chó H'Mông Cộc đuôi), è un'antica razza di cani spitz di taglia media e uno dei quattro grandi cani nazionali del Vietnam (vietnamita: tứ đại quốc khuyển).
Questo cane è stato utilizzato principalmente come cane da caccia, pastore e da guardia dal popolo Hmong nel Vietnam del nord e oggi è usato anche come cane da polizia di frontiera e militare.

## Storia
La razza non è riconosciuta dalla FCI, il cane Hmong bobtail è riconosciuto dalla Vietnam Kennel Association.
Sebbene gran parte della storia del cane Hmong bobtail sia speculativa, si pensa che discendano dai bobtail naturali della Cina meridionale che hanno accompagnato la popolazione Hmong nella loro migrazione in Vietnam dove sono stati incrociati con gli sciacalli nativi vietnamiti.
Le tradizioni e le leggende Hmong indicano che ebbero origine vicino alla regione cinese del fiume Giallo.
Il popolo Hmong fu oggetto di persecuzioni e genocidi dalla dinastia Qing nel diciottesimo e diciannovesimo secolo e per questo motivo molti fuggirono sulle montagne del Vietnam settentrionale.

## Caratteristiche
L'Hmong Bobtail Dog è un cane squadrato, muscoloso e tozzo con una corporatura solida. Hanno un muso corto e una testa squadrata con orecchie triangolari di medie dimensioni e larghe. Hanno un doppio pelo corto, resistente all'acqua. 
Ciò che distingue l'Hmong Bobtail dalle altre razze è che spesso hanno la coda tronca (anuri) di varie lunghezze, che vanno da completamente senza coda a un mezzo peso più lungo, con le lunghezze consentite nello standard di razza da 3 a 15 cm (1,2-5 pollici).
Con il loro proprietario, sono leali, calmi e amichevoli, mentre sono distaccati verso gli estranei; inoltre sono altamente territoriali.